# Cornovecchio
Cornovecchio är en ort och kommun i provinsen Lodi i regionen Lombardiet i Italien. Kommunen hade 213 invånare (2018).